# 中村大輔
中村 大輔（なかむら だいすけ、1981年10月5日 - ）は、日本の男性俳優、声優。愛媛県出身。身長182cm。体重67kg。
青年座研究所（29期生）を卒業後、2005年4月1日から劇団青年座に所属していた。

## 出演作品

### テレビアニメ
- 結界師（波緑）
- ネオ アンジェリーク Abyss（財団員）

### テレビ
- 死ぬかと思った Case1 天使と悪魔

### 舞台
- 家を出た
- 激情
- 殺陣師段平 - 小倉 役
- 燕のいる駅
- ひばり
- 夢・桃中軒牛右衛門の - 留学生 役